# Монастирський цвинтар (Тернопіль)
Монасти́рський цви́нтар — колишній некрополь у м. Тернополі, зруйнований комуністами на початку 1960-х років.

## Історія

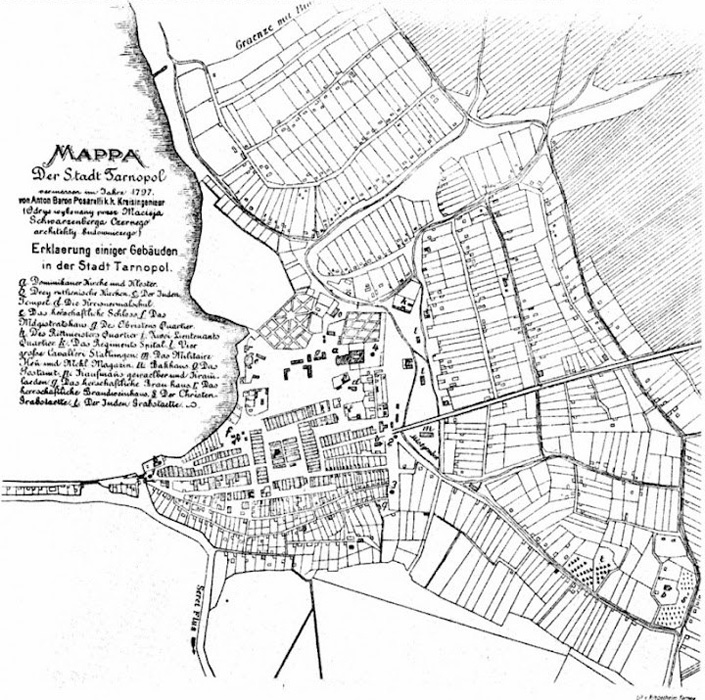
Давня мапа Тернополя 1797 року. Праворуч внизу — монастирський цвинтар

Цвинтар із численними бароковими плитами існував біля церкви Успення Пресвятої Богородиці.
У північній частині цвинтаря була дерев'яна капличка, в 1932 році збудовано муровану каплицю, в якій відправлялися Богослужіння та Архієрейські Служби Божі для прочан, які прибували на відпуст до церкви Успення Пресвятої Богородиці. Тут проповідували відомі єпископи, священики, монахи, зокрема в 1935 єпископ Миколай (Чарнецький).
На початку 1960-х років церкву знищили вибухом, а цвинтар зрівняли і забудували. На місці цвинтаря збудували середню школу № 7 (нині — Тернопільська загальноосвітня школа-ліцей № 13 імені Андрія Юркевича).

## Поховання
На цвинтарі були поховані знатні тернопільські міщани, воїни наполеонівської армії, священик Петро Білинський, перший світський директор гімназії Євстахій Прокопчиць.
Після 1840 року, коли заклали новий Микулинецький цвинтар, поховання тут припинили. Щоправда, в 1941 році тут поховали гімназиста Лева Пачовського, якого застрелив у церкві 2 липня (у день вступу німців до міста) німецький солдат.
Після війни тут заклали братську могилу тих, що загинули в березні-квітні 1944 під час боїв за Тернопіль. Це, зокрема, бійці 336-ї стрілецької дивізії.
Під час руйнування цвинтаря прах померлих частково перенесли на Микулинецький цвинтар. Поховання 336-ї стрілецької дивізії оформлені на Микулинецькому цвинтарі у вигляді військового меморіалу.